# Błędowice Górne
Błędowice Górne (cz. Horní Bludovice, niem. Ober-Bludowitz) – wieś gminna i gmina w kraju morawsko-śląskim, w powiecie Karwina w Czechach. Przez miejscowość przepływa rzeka Łucyna (cz. Lučina)
Od strony północnej sąsiaduje z Hawierzowem (z Datyniami Dolnymi i Błędowicami), na wschodzie z Cierlickiem (Górnym Cierlickiem), na południu i zachodzie z należącymi do powiatu Frydek-Mistek: Żermanicami, Bruzowicami i Kaniowicami.
1 stycznia 2007 gmina została przeniesiona z powiatu Frydek-Mistek do powiatu Karwina.

## Podział administracyjny
Gmina Błędowice Górne składa się z 5 obrębów ewidencyjnych objętych przez dwie gminy katastralne.
Obręby ewidencyjne: Amerika, Horní Bludovice, Prostřední Bludovice, Špluchov, Záguří;
Gminy katastralne:
- Błędowice Górne – położona w południowej części gminy, ma powierzchnię 415,3 ha[2] (46,2% obszaru całej gminy). W 2001 mieszkało tu 746 z 1564 osób zamieszkujących całą gminę (48,2%)[3].
- Błędowice Średnie (cz. Prostřední Bludovice, niem. Mittel-Bludowitz) – położona w północnej części, ma powierzchnię 483,95 ha[4] (53,8% obszaru gminy). W 2001 mieszkało tu 818 osób (51,8%)[3].

## Ludność
W latach 1869–2001:
| Rok             | 1869 | 1880 | 1890 | 1900 | 1910 | 1921 | 1930 | 1950 | 1961 | 1970 | 1980 | 1991 | 2001 |
| --------------- | ---- | ---- | ---- | ---- | ---- | ---- | ---- | ---- | ---- | ---- | ---- | ---- | ---- |
| Liczba ludności | 1289 | 1289 | 1271 | 1339 | 1353 | 1425 | 1507 | 1465 | 1613 | 1563 | 1528 | 1440 | 1564 |

W 2001 największą mniejszość narodową stanowili Słowacy (2.9%), następnie Morawianie (1,8%), Polacy (1%) i Ślązacy (0,5%). Osoby wierzące stanowiły 47,2%, z czego katolicy 80,6%.

## Historia
Wieś Błędowice (późniejsze Błędowice Dolne) po raz pierwszy wzmiankowano w 1335. Błędowice Górne wyodrębniły się w XV wieku, i po raz pierwszy wzmiankowano je w 1485 jako Superiori Blauda. W XVIII wieku wyodrębniły się z kolei Błędowice Średnie.
Według austriackiego spisu ludności z 1900 Błędowice Górne na obszarze 416 hektarów w 92 budynkach mieszkało 532 osób, co dawało gęstość zaludnienia równą 127,9 os./km². z tego 492 (92,5%) mieszkańców było katolikami, 40 (7,5%) ewangelikami, 493 (92,7%) było czesko-, 37 (7%) polsko- a 2 (0,4%) niemieckojęzycznymi. Z kolei w Błędowicach Średnich na obszarze 484 hektarów w 126 budynkach mieszkało 807 osób (gęstość zaludnienia 166,7 os./km²), z czego 611 (75,7%) było katolikami, 196 (24,3%) ewangelikami, 588 (72,9%) czesko-, 212 (26,3%) polsko- a 7 (0,9%) niemieckojęzycznymi. Według austriackiego spisu ludności z 1910 roku Błędowice Górne miały 524 mieszkańców, z czego 516 było zameldowanych na stałe, 481 (93,2%) było czesko-, 29 (5,6%) polsko- a 6 (1,2%) niemieckojęzycznymi, 489 (93,3%) było katolikami a 35 (6,7%) ewangelikami. Błędowice Średnie miały 829 mieszkańców, 828 zameldowanych na stałe, 752 (90,8%) czesko-, 67 (8,1%) polsko- a 9 (1,1%) niemieckojęzycznych, 626 (75,5%) katolików i 203 (24,5%) ewangelików.
Po podziale Śląska Cieszyńskiego w 1920 miejscowość znalazła się w granicach Czechosłowacji.
Do połączenia Błędowic Górnych i Średnich w jedną gminę doszło w 1959 roku pod nazwą Błędowice. W tym samym czasie w granicach Hawierzowa znajdowała się dzielnica o tej samej nazwie powstała na bazie dawnych Błędowic Dolnych. Było to powodem zmiany nazwy gminy z Błędowice na Błędowice Górne.

## Zabytki
W miejscowości znajduje się rzeźba świętego Jana Nepomucena.